# Внутренняя политика России
Вну́тренняя поли́тика Росси́и — деятельность государства, его структур и институтов, направленная на сохранение или реформирование существующего социально-политического строя, модернизацию политической системы, развитие экономики и решение социальных проблем.

## Органы внутренней политики
Согласно Конституции России, Президент Российской Федерации определяет основные направления внутренней политики государства. Президент обращается к Федеральному Собранию с ежегодными посланиями о положении в стране и об основных направлениях внутренней политики государства. Для помощи Президенту в проведении внутренней политики при главе государства создан Государственный совет — институт, осуществляющий консультативные функции.

## Содержание политики
Внутренняя политика России охватывает все сферы жизни общества (политическую, экономическую, социальную, культурную) и включает в себя множество направлений: бизнес, энергетика, природные ресурсы, финансы и налоги, вооруженные силы, охрана правопорядка, образование, здравоохранение, социальное обеспечение, демографическая ситуация, национальное строительство и др.

### История
После распада СССР, в условиях всестороннего кризиса 1990-х годов, основными задачами внутренней политики России стали создание новой политической системы и стабилизация социально-экономической обстановки в стране. Для достижения этих целей проводилась внутренняя политика, направленная на укрепление государственной системы. Положительным итогом внутренней политики России стала стабилизация общественно-политической ситуации в стране. 
В то же время различные СМИ и политические деятели (как зарубежные, так и российские) критикуют государственный политический курс, указывая на отрицательные последствия деятельности правительства: подавление гражданских и политических прав и свобод и демократических институтов, ликвидацию гражданского общества, сверхцентрализацию, неограниченную власть бюрократии.

### Государственная политика по укреплению традиционных ценностей
9 ноября 2022 года президент РФ Владимир Путин утвердил Основы государственной политики по сохранению и укреплению традиционных российских духовно-нравственных ценностей.
Как отмечается в указе «традиционные ценности – это нравственные ориентиры, формирующие мировоззрение граждан России, передаваемые от поколения к поколению, лежащие в основе общероссийской гражданской идентичности и единого культурного пространства страны». 
К ним отнесены: жизнь, достоинство, права и свободы человека, патриотизм, гражданственность, служение Отечеству, ответственность за его судьбу, высокие нравственные идеалы, крепкая семья, созидательный труд, приоритет духовного над материальным, гуманизм, милосердие, справедливость, коллективизм, взаимопомощь и взаимоуважение, историческая память и преемственность поколений, единство народов России.
В документе сказано, что угрозу традиционным российским духовно-нравственным ценностям представляют: деятельность экстремистских и террористических организаций, отдельных СМИ и СМК, действия США и других недружественных иностранных государств, ряда транснациональных корпораций и иностранных некоммерческих организаций, а также деятельность некоторых организаций и лиц на территории России.
В ноябре 2023 года указом Владимира Путина создан Национальный центр исторической памяти при президенте РФ. Согласно документу, цель деятельности центра — сохранение и защита традиционных российских духовно-нравственных ценностей, культуры и исторической памяти, а также реализации общественно значимых проектов и инициатив. Главой центра назначена декан факультета архивного дела РГГУ Елена Малышева.
В сентябре 2024 года в России был создан реестр стран, навязывающих деструктивные неолиберальные установки, угрожающих традиционным российским ценностям. В этот список вошли все страны Европейского Союза, за исключением Венгрии и Словакии, а также США, Канада, Австралия, Новая Зеландия, Тайвань, Япония и Южная Корея. Для граждан этих государств, пострадавших от «навязывания неолиберальных деструктивных установок», предусмотрено предоставление разрешения на проживание в России.